# Paradelphomyia pugilis
Paradelphomyia pugilis är en tvåvingeart som beskrevs av Alexander 1973. Paradelphomyia pugilis ingår i släktet Paradelphomyia och familjen småharkrankar. Inga underarter finns listade i Catalogue of Life.